# 中国邮政文史中心
39°54′39″N 116°25′52″E / 39.9108148°N 116.4310998°E
中国邮政文史中心（中国邮政邮票博物馆），位于中国北京市东城区建国门街道内贡院西街6号，是中国邮政集团公司直属单位，属于事业单位企业化管理。

## 沿革
中国邮票博物馆的前身是中国邮票总公司邮票资料室。1984年中国邮票博物馆筹备处成立，1985年7月正式建立中国邮票博物馆。1990年2月，中华人民共和国邮电部调整邮票管理体制与机构，将邮电部邮票发行局、中国集邮总公司合并组建为新的中国邮票总公司，原邮票发行局管理的中国邮票博物馆成建制划归邮电部文史中心领导（邮部〔1990〕59号文件）。1990年11月12日，邮电部机构编制委员会发出通知，根据中华人民共和国人事部人中编函〔1990〕64号批复，成立邮电部信息中心、邮电部电信网路管理中心，组建邮电部文史中心。
1998年，国务院机构改革并成立国家邮政局。邮电部文史中心改为国家邮政局文史中心。1999年12月17日，中华人民共和国信息产业部批复同意邮电文史中心具体划分方案：原邮电部档案馆、中国邮票博物馆产权划归邮政文史中心，中国邮电博物馆产权划归电信文史中心，划分工作于2000年1月31日前结束。2002年10月，原位于宣武门东大街2号中国集邮总公司大楼内的中国邮票博物馆迁入贡院西街的新馆址。
2006年10月30日，《中华人民共和国国务院公报》公开了国务院关于组建中国邮政集团公司有关问题的批复，原则同意《中国邮政集团公司组建方案》和《中国邮政集团公司章程》。根据国务院批复，中国邮政集团公司是在原国家邮政局所属的经营性资产和部分企事业单位基础上组建的大型国有独资企业。2007年1月29日，中国邮政集团公司正式挂牌成立。国家邮政局邮政文史中心归属中国邮政集团公司后，改为中国邮政文史中心，将所属的中国邮票博物馆与原中国邮电博物馆的邮政部分合并，成立中国邮政邮票博物馆。馆址在贡院西街6号D座的邮政综合楼内（东单邮电局）。成为中华人民共和国唯一收藏和利用邮政、邮票文物开展学术研究与交流的国家级专业博物馆，实现了邮政历史展览与邮票展览功能的合并。中国邮政邮票博物馆由中国邮政集团公司主持建设，2007年8月22日正式对外开放。2011年12月9日，中国邮政文史中心学术委员会在北京成立。

## 历任领导
邮电部文史中心
| 主任 - 张忠恕（？—？） - 韩国铮（？—？） 副主任 …… - 冯大舜（？—？） | 党委书记 党委副书记 |

国家邮政局文史中心
| 主任 …… - 蔡文波（？—2007年） 副主任 | 党委书记 …… - 蔡文波（？—2007年） 党委副书记 |

中国邮政文史中心
| 主任 - 蔡文波（2007年—？） - 李高照（？—2015年） 副主任 - 吕兴华（？—2016年） - 王旭（2015年—2016年，主持工作） 名誉主任 - 蔡文波（？—2015年） | 党委书记 - 蔡文波（？—？） - 李高照（？—2015年） 党委副书记 - 王旭（2015年—2016年） |

中国邮政文史中心（中国邮政邮票博物馆）
| 主任（馆长） 副主任（副馆长） - 王旭（2016年—，主持工作） - 吕兴华（2016年—） | 党委书记 党委副书记 - 王旭（2016年—） |

## 中国邮政邮票博物馆
中国邮政邮票博物馆是收藏和展出邮政、邮票文物的国家级专业博物馆，隶属于中国邮政文史中心，展出中国邮政的发展历史以及中外邮票。该博物馆设有4层共7500平方米的展览大厅及6000平方米的文物库房。馆藏有近万件邮政文物，清朝以来中国各个历史时期邮政主管部门发行的邮资票品，世界200多个国家和地区发行的邮票共30多万种、超过一亿枚。
中国邮政邮票博物馆历任馆长是：

| 馆长 - 孙少颖（1985年7月—1990年，中国邮票博物馆馆长） …… - 朱熠（？—？，中国邮票博物馆、中国邮政邮票博物馆馆长） | 副馆长 - 虞瑛（1985年7月—？，中国邮票博物馆副馆长） - 徐灿（1985年7月—？，中国邮票博物馆副馆长） …… - 李亚静（？—？） - 王晓旻（？—？） - 王旭（2016年—，主持工作） - 吕兴华（2016年—） |

“居延右尉”封泥
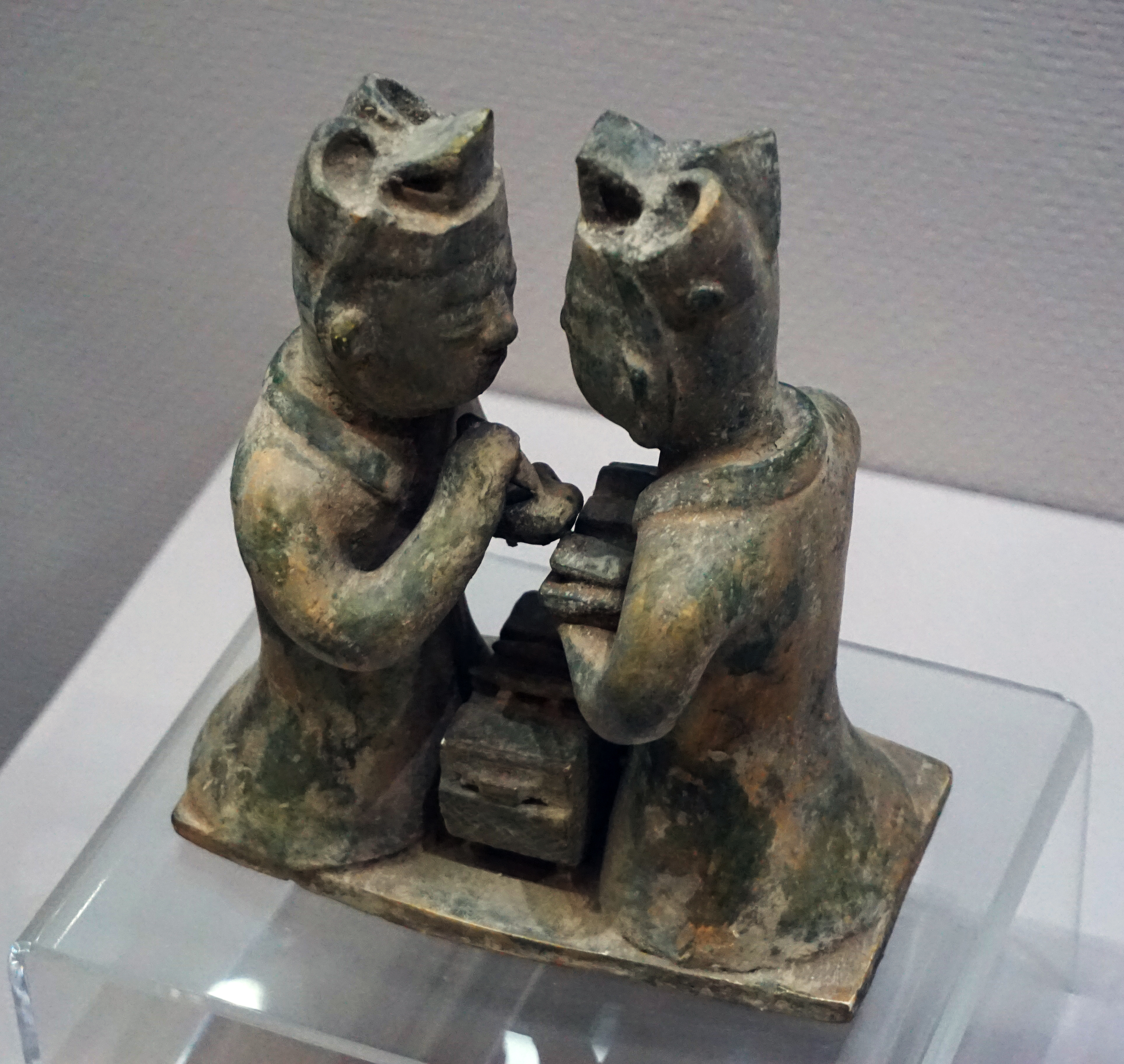
西汉写信俑
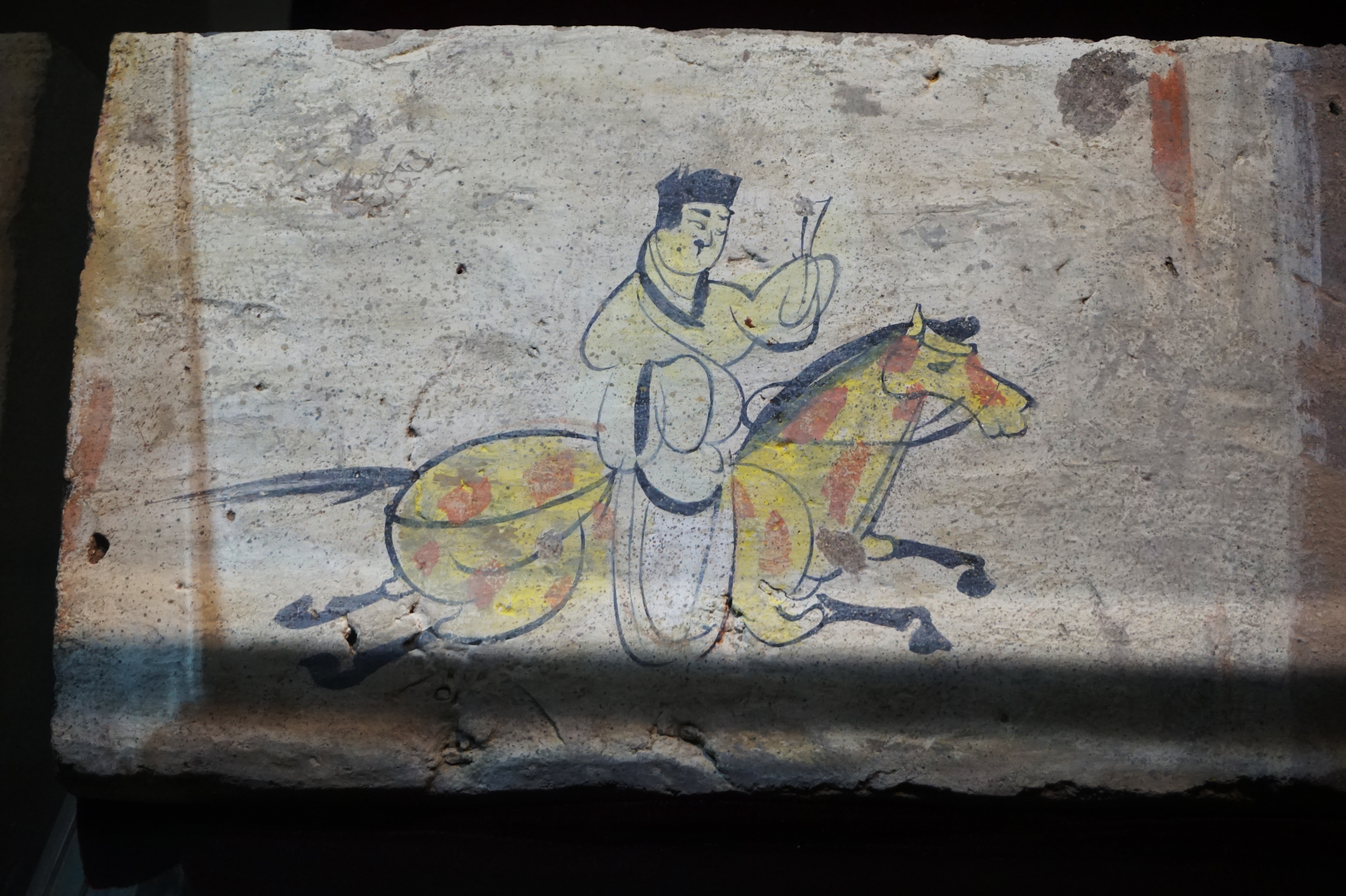
驿使画像砖
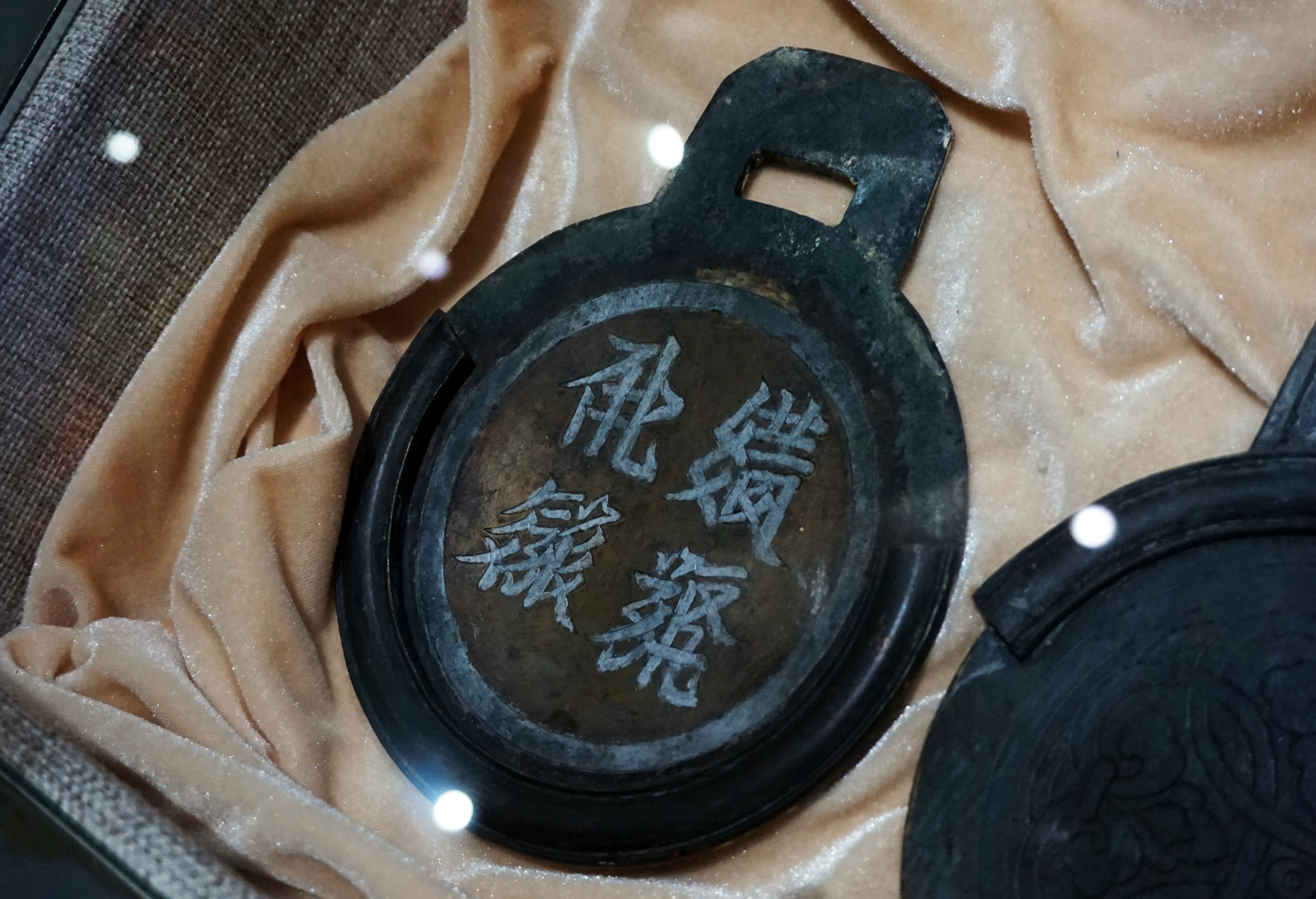
西夏“火急驰马”铜牌
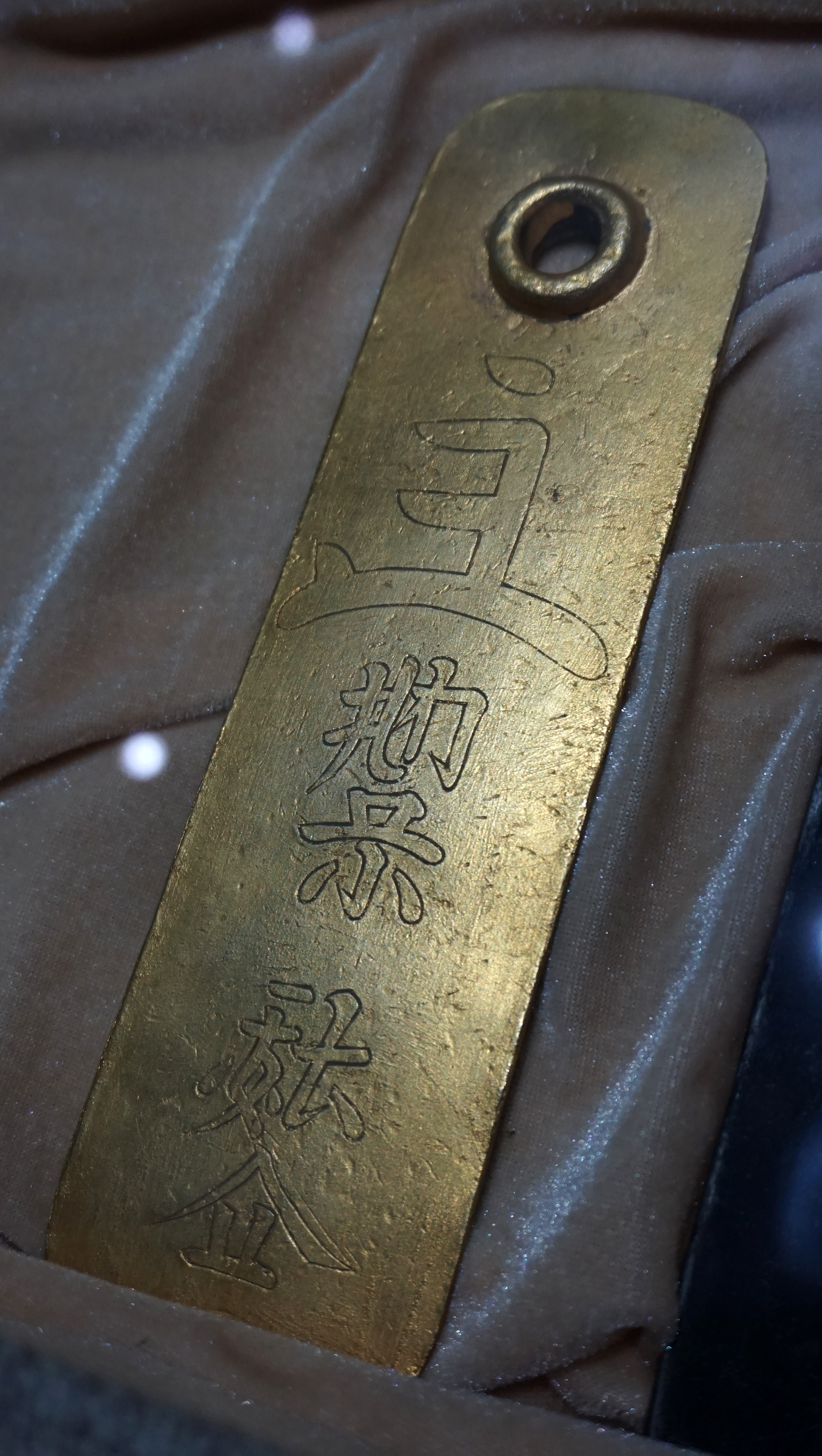
辽“敕宜速”金牌
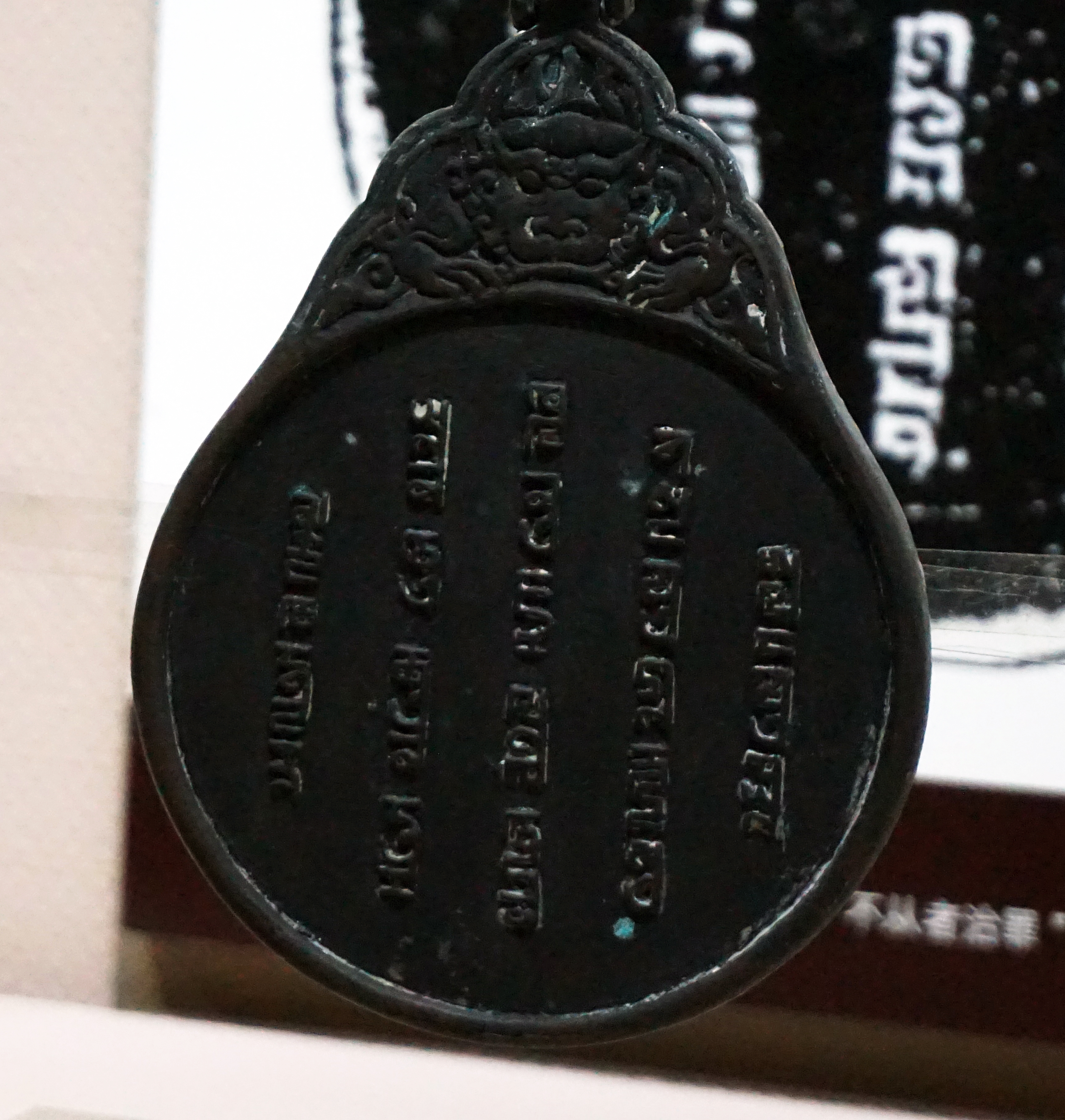
元代八思巴文虎符圆牌
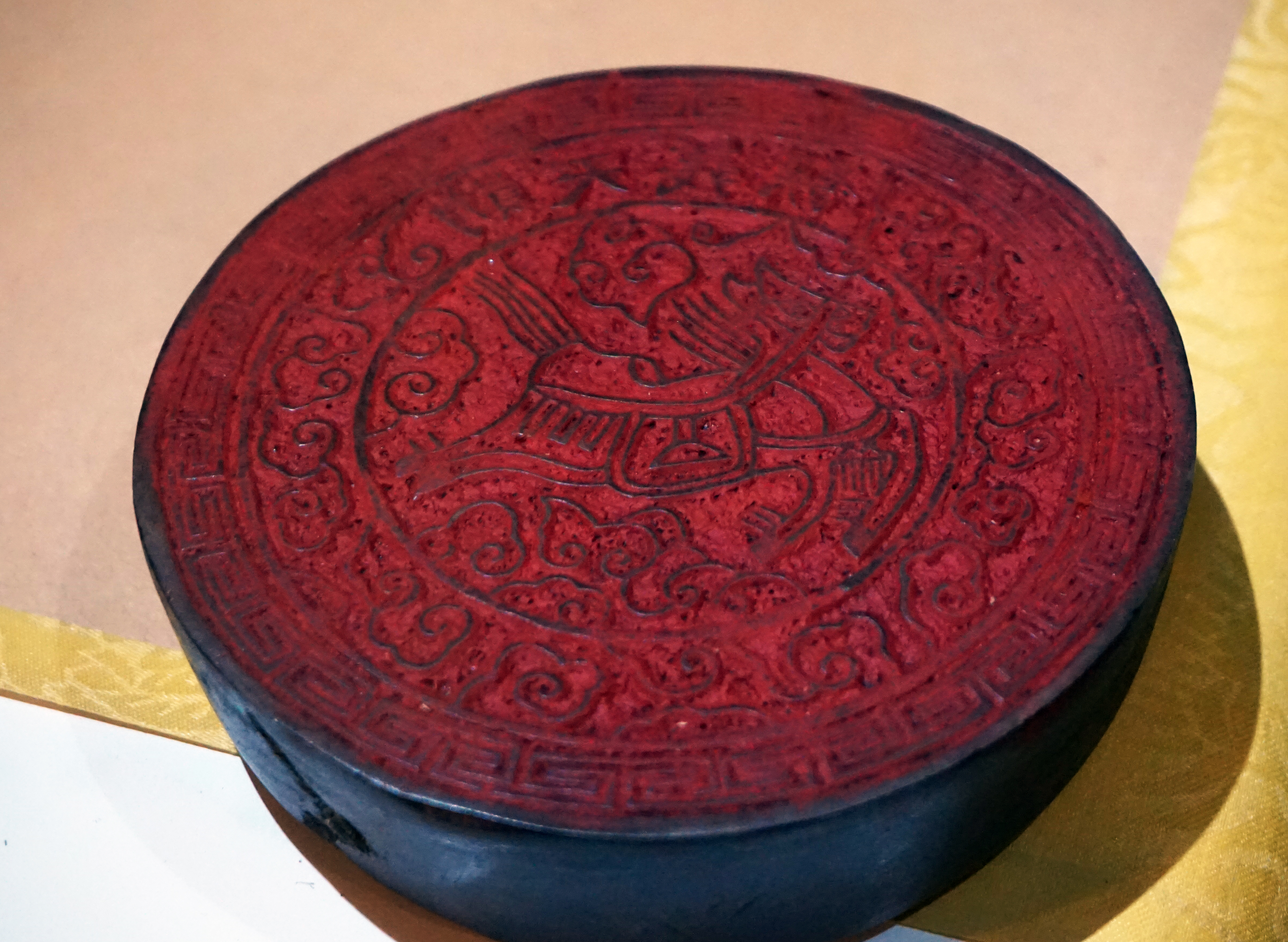
太平天国云马圆戳
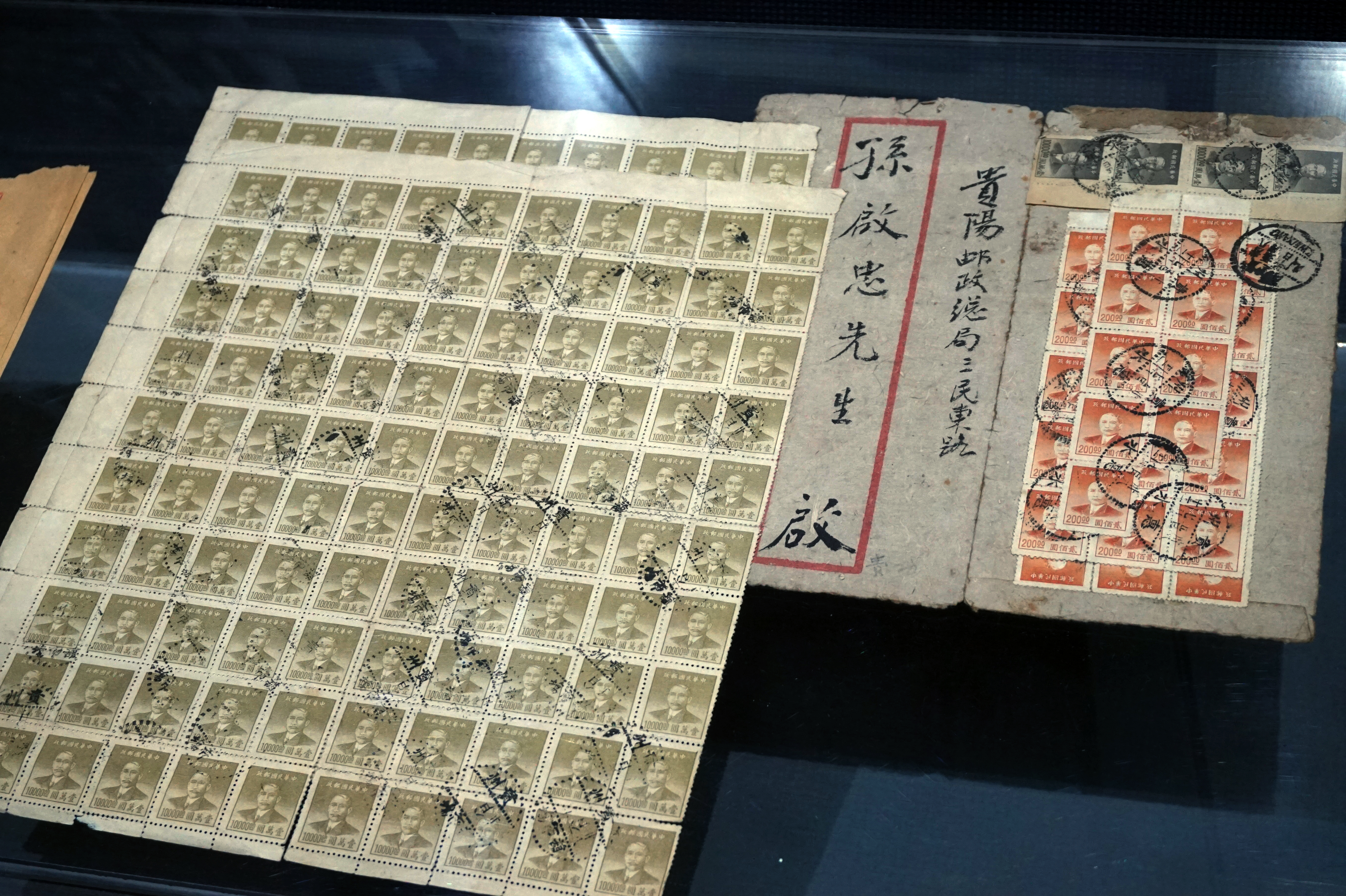
信封贴在邮票上。中华民国政府统治大陆末期，由于恶性通货膨胀，货币急速贬值。一封信用邮票243枚，共计邮资204万7800元。
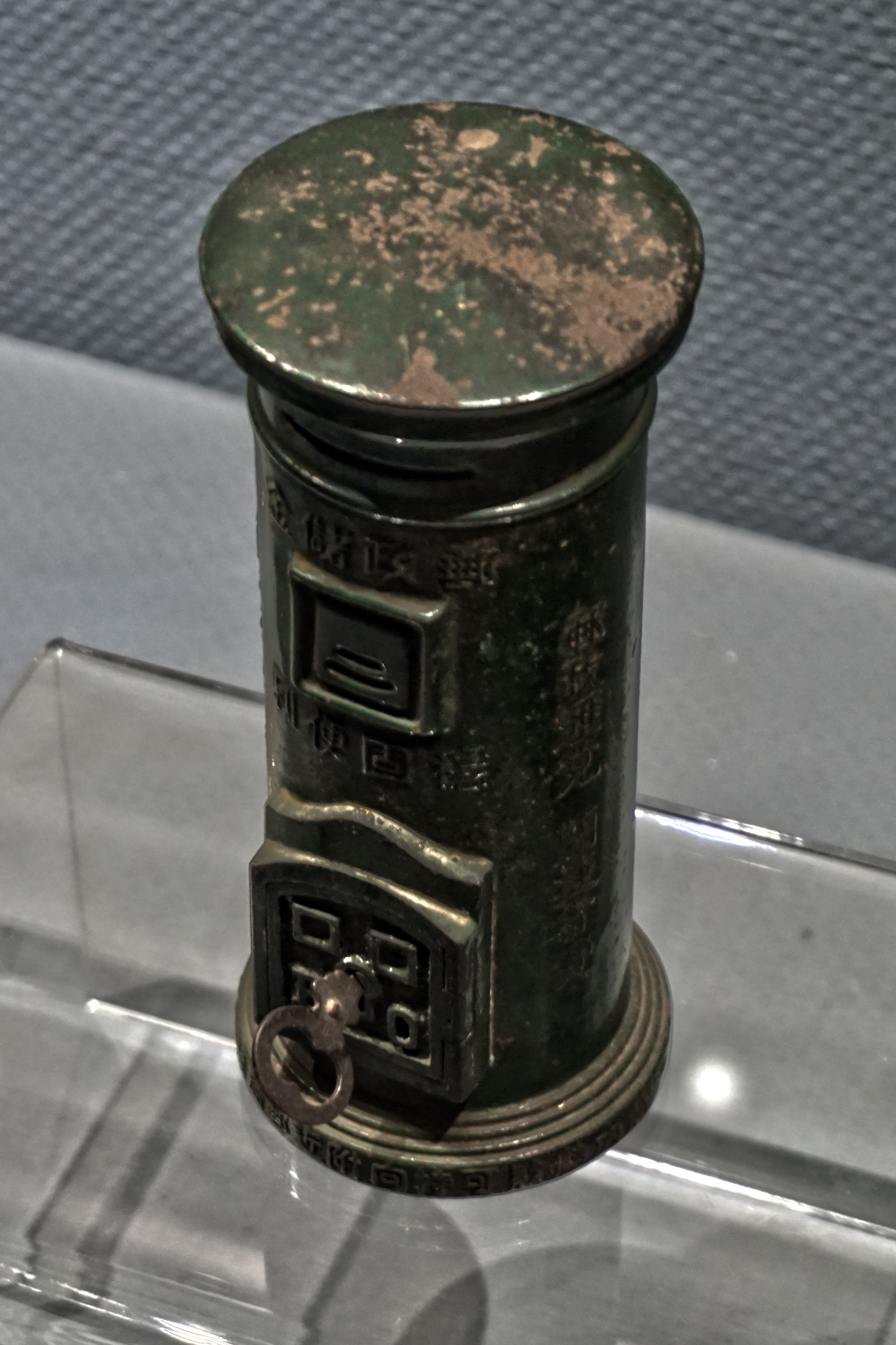
邮筒储蓄罐
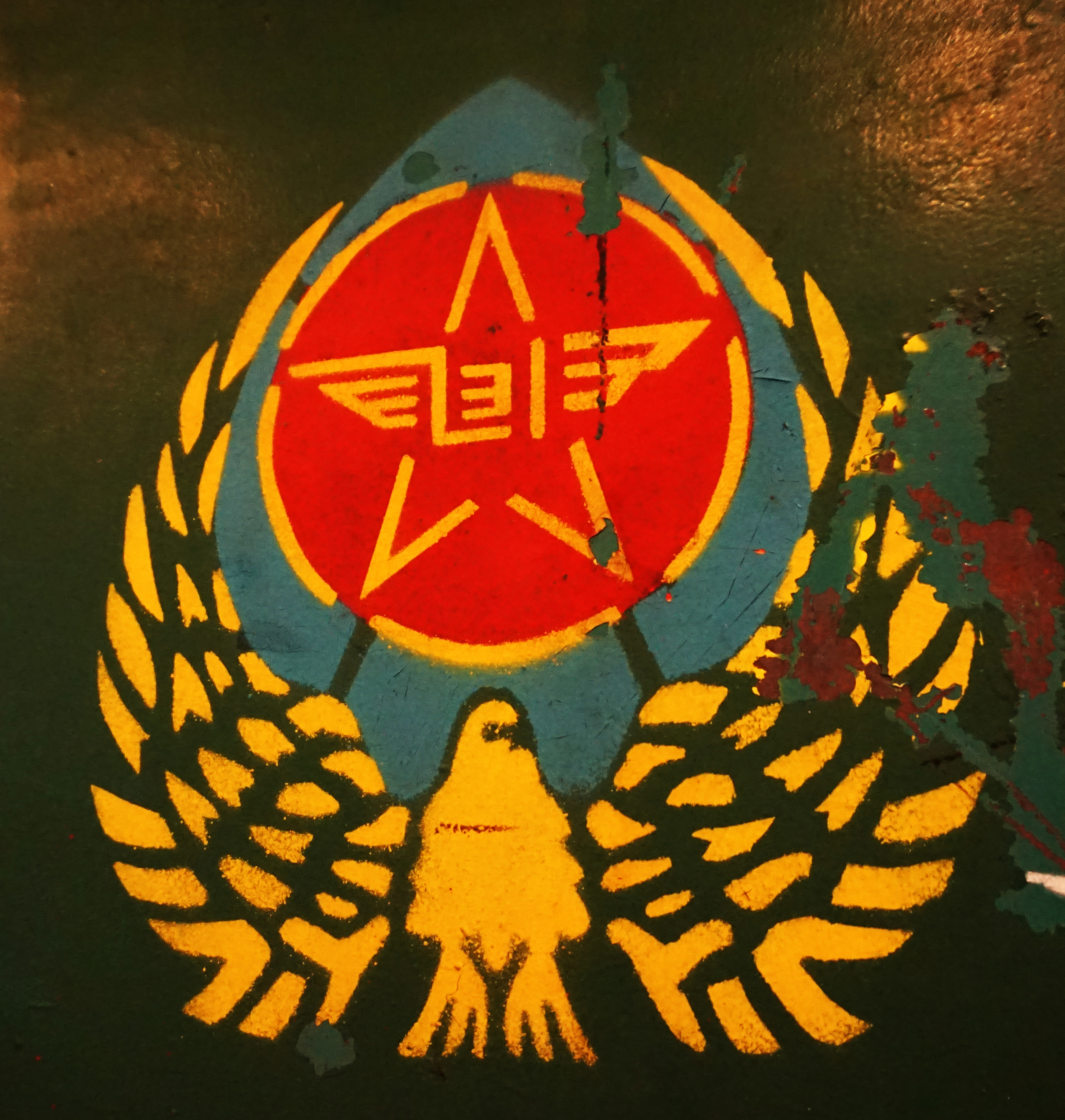
原中国邮电标志

## 中国邮政档案馆
中国邮政档案馆是永久保存邮电、邮政档案的部门。前身为1992年3月27日成立的邮电部档案馆。中国邮政档案馆位于北京市海淀区西三旗东路邮政科学研究规划院内，占地面积5330平方米，库房面积1432平方米。截至2007年，馆内藏有近十万卷档案，包括文书档案、科技档案等。

## 《集邮博览》
1982年7月，《集邮博览》的前身《北京集邮》创刊。1987年改为《集邮博览》。2007年1月1日起短暂停刊，8月复刊。2007年后为中国邮政集团公司主管、中国邮政文史中心主办出版的集邮月刊。